# Pràvdinka
Pràvdinka (en rus: Правдинка) és un poble (un possiólok) de l'óblast de Kémerovo, a Rússia, que el 2019 tenia 128 habitants, pertany al districte de Mariïnsk.